# Рудько Артур Олексійович
Арту́р Олексі́йович Рудько́ (нар. 7 травня 1992, Київ, Україна) — український футболіст, воротар клубу «Чорноморець» (Одеса).

## Біографія

### Ранні роки
Народився на столичному масиві Воскресенка, записався до дитячої школи «Динамо», коли йому було 8 років. Перший тренер — Сергій Коновалов. Потім воротар навчався у Валерія Кінашенка і Сергія Процюка, Олега Крисана та Юрія Леня, у тренера голкіперів — В'ячеслава Богодєлова. В Академії (останні три роки навчання) групу хлопців 1992 року народження очолювали Олексій Дроценко та Сергій Борисович Коновалов.
До 10 класу Артур навчався у загальноосвітній школі № 180. Коли остаточно вирішив пов'язати своє життя з футболом, перейшов у школу № 175.

### «Динамо»
Артур разом із командою «Динамо» 1992 року народження (тренери Олексій Дроценко та Сергій Борисович Коновалов) став чемпіоном України в ДЮФЛ. З цієї групи біля 15-ти випускників 2009 року перейшли до молодіжного складу чи «Динамо-2». Рудько потрапив до другої команди під керівництвом Геннадія Литовченка та Юрія Калитвинцева, де провів свій перший у дорослому футболі сезон 2009/10. Зіграв у Першій лізі 17 матчів, пропустив 22 м'ячі.
У січні 2010 року у складі «Динамо-2» взяв участь у Меморіалі Олега Макарова, за результатами якого став найкращим воротарем турніру.
У липні 2013 року був переведений із «Динамо-2» до молодіжної команди «Динамо», кілька разів потрапляв до заявки на матч основної команди, проте на поле не виходив.
Улітку 2015 року разом із групою інших гравців «Динамо» перейшов в оренду в ужгородську «Говерлу». У Прем'єр-лізі дебютував 19 липня 2015 року в матчі першого туру чемпіонату проти дніпропетровського «Дніпра» (1:1), у якому відіграв увесь матч. До кінця року зіграв за ужгородців 15 матчів у чемпіонаті й один у національному кубку. Після завершення терміну оренди повернувся до «Динамо».
1 березня 2016 року дебютував у основній команді «Динамо», відігравши увесь матч 1/4 фіналу кубку України проти «Олександрії» (1:1). Свій другий матч за київське «Динамо» зіграв 24 вересня того ж року проти донецького «Олімпіка». Перший матч у Лізі чемпіонів зіграв 28 вересня 2016 року проти турецького «Бешикташа».

### «Лех»
10 червня 2022 року Рудько на правах оренди перейшов до польського клубу «Лех» (Познань)».

## Титули та досягнення
«Шахтар»
- Чемпіон України: 2023/24
- Володар Кубка України: 2023/24